# Bronchard
Le Bronchard est un sommet de montagne de l'île de La Réunion, un département d'outre-mer français dans l'océan Indien. Situé en surplomb de la rivière des Galets dans le cirque naturel de Mafate, au cœur du massif du Piton des Neiges, ce cône tronqué culmine à 1 264 mètres d'altitude aux confins du territoire communal de Saint-Paul. Il est contourné par le sentier de grande randonnée GR R2 entre les îlets de Roche Plate et Cayenne, respectivement situés à l'ouest et au nord.